# 東博史
東 博史（あずま ひろし）は、日本の外交官。初代モーリタニア駐箚特命全権大使等を経て、2013年（平成25年）からポルトガル駐箚特命全権大使。

## 人物・経歴
1976年（昭和51年）京都大学法学部を卒業し、外務省に入省した。
- 1977年（昭和52年）7月 外交官補としてフランスに留学する
- 1979年（昭和54年）7月 外務省海外広報課、領事第一課、アフリカ第一課に勤務
- 1986年（昭和61年）7月 駐仏大使館一等書記官
- 1988年（昭和63年）7月 駐コートジボワール大使館参事官
- 1990年（平成2年）7月 外務省国連政策課首席事務官
- 1992年（平成4年）8月 外務省大臣官房査察室長
- 1994年（平成6年）4月 外務省欧亜局東欧課長
- 1996年（平成8年）1月 ウィーン国際機関日本政府代表部参事官
- 1998年（平成10年）2月 駐イラン大使館参事官
- 2000年（平成12年）1月 駐イラン公使
- 2001年（平成13年）4月 大阪府国際交流監
- 2003年（平成15年）4月 駐パキスタン公使
- 2006年（平成18年）6月 ミラノ総領事
- 2010年（平成22年）1月 モーリタニア駐箚特命全権大使[1]
- 2013年（平成25年）8月 ポルトガル駐箚特命全権大使[2]
- 2018年（平成30年）2月 S・NKGBS特別顧問[3]

## 同期
- 齋木昭隆（13年外務事務次官・12年外務審議官（政務）・11年駐印大使・08年外務省アジア大洋州局長）
- 鶴岡公二（13年内閣官房審議官兼TPP政府対策本部首席交渉官・12年外務審議官（経済）・10年外務省総合外交政策局長）
- 兒玉和夫（13年OECD大使・外務省研修所長・10年国連大使（次席）・08年外務報道官）
- 木寺昌人（12年駐中国大使・内閣官房副長官補）
- 國方俊男（13年北極担当大使・11年駐チェコ大使）
- 小菅淳一（11年駐ヨルダン大使・06年駐アフガニスタン大使）
- 高田稔久（13年沖縄担当大使・駐ケニア兼ソマリア兼エリトリア兼セーシェル兼ブルンジ大使・10年駐ケニア大使）
- 福川正浩（11年駐ペルー大使）
- 田尻和宏（13年駐パラオ大使）
- 篠田研次（12年駐フィンランド大使）
- 高橋邦夫（11年駐ネパール大使・09年駐スリランカ兼モルディブ大使）
- 久枝譲治（11年駐オマーン大使）
- 加茂佳彦（12年駐アラブ首長国連邦大使）
- 西宮伸一（12年中国大使・10年外務審議官（経済））
- 大塚聖一（12年駐レバノン大使）
- 高瀬康夫（12年駐ジャマイカ兼ベリーズ兼バハマ大使・09年駐トンガ大使）
- 渡部和男（12年駐コロンビア大使・11年科学技術協力担当大使・08年駐パラグアイ大使）
- 小泉崇（12年駐ブルガリア大使）
- 長内敬（09年駐ラトビア大使）
- 今井治（13年国際テロ対策・組織犯罪対策協力担当兼サイバー政策担当兼安保理非常任理事国選挙及び安保理改革（中南米諸国）担当大使・12年国際テロ対策・組織犯罪対策協力兼サイバー政策担当大使・09年駐エクアドル大使）
- 細谷龍平（13年駐マダガスカル大使）
- 山本啓司（12年駐ルーマニア大使・11年査察担当大使・駐カメルーン大使）
- 塚原大貮（12年駐ベナン大使）
- 川上公一（12年外交記録公開担当大使・09年駐レバノン大使）